# Tilia paucicostata
Tilia paucicostata là một loài thực vật có hoa trong họ Cẩm quỳ. Loài này được Maxim. miêu tả khoa học đầu tiên năm 1890.